# Nudiantennarius subteres
Nudiantennarius subteres es un pez que pertenece a la familia Antennariidae. Habita en el océano Pacífico, entre Filipinas e Indonesia. Se encuentra a profundidades que van desde los 64 a 90 metros (210 a 295 pies). 
Esta especie crece hasta una longitud de 7,5 centímetros (3,0 pulgadas) SL. Es la única conocida de su género.

### Lectura recomendada
- Theodore W. Pietsch: Frogfishes of the World: Systematics, Zoogeography, and Behavioral Ecology. Stanford University Press, ISBN 0-8047-1263-8 Google Books.
- Pietsch, T.W. and D.B. Grobecker (1987) Frogfishes of the world. Systematics, zoogeography, and behavioral ecology., Stanford University Press, Stanford, California. 420 p.
- Chinese Academy of Fishery Sciences0 Chinese aquatic germplasm resources database. http://zzzy.fishinfo.cn (Ref. 58108).
- Eschmeyer, William N., ed. 1998. Catalog of Fishes. Special Publication of the Center for Biodiversity Research and Information, no. 1, vol 1-3. 2905.